# ブニャンガブ県
ブニャンガブ県（ブニャンガブけん、英語: Bunyangabu District）は、ウガンダ・西部地域の県のひとつ。伝統的地域はトロである。県都はキビト（Kibiito）、最大の都市はルウィミ（Rwimi）である。
2017年7月1日にカバロレ県から分離・発足。人口は18万人（2017年推計）。

## 隣接する県
- ブンディブギョ県
- カバロレ県
- カセセ県